# Alt for Norge (valgsprog)
 For alternative betydninger, se Alt for Norge. (Se også artikler, som begynder med Alt for Norge)
Alt for Norge er det valgsprog, eller motto, som Haakon 7. valgte, da han i 1905 accepterede tilbuddet om at blive norsk regent, efter at det norske folk ved en folkeafstemning valgte den på daværende tidspunkt prins af Danmark som konge. Haakon 7.'s efterfølgere, Olav 5. og Harald 5., tog begge dette valgsprog, da de besteg den norske trone.
Valgsproget blev også et motto for modstandsbevægelsen i Norge under 2. Verdenskrig.

## Haakon 7.

### Valget til norsk konge
Den danske pris Carl blev, efter unionsopløsningen mellem Norge og Sverige i 1905, foreslået som kandidat til den ledige norske trone. Før prins Carl accepterede tilbuddet om at blive norsk regent, forlangte han en folkeafstemning for at sikre sig, at den norske befolkning ønskede hans kandidatur. Folkeafstemningen blev afholdt den 12. og 13. november 1905, og blandt stemmeberettigede (kun mænd som var 25 år eller ældre) var der et overvældende stort flertal for regeringens forslag – 259.563 (78,9%) stemte ja mens 69.264 (21,1%) stemte nej.
Den 18. november blev prins Carl enstemmigt valgt af Stortinget til Norges konge, og Carl Berner, Stortingets præsident, sendte samme dag en formel forespørgsel til prins Carl, om han ønskede at blive norsk konge. Samme aften accepterede prins Carl valget, efter at hans bedstefar, Christian 9. havde givet sit samtykke. I et 55 ord langt telegram fra København til Stortingets præsident bekendtgjorde prins Carl, at han tillagde sig det gamle norske kongenavn Haakon, og at hans søn Alexander fik navnet Olav.

### Valgsproget
Den 20. november blev en norsk delegation ledet af stortingspræsident Berner modtaget af Christian 9. på Amalienborg. Delegationen overbragte budskabet om, at kongens sønnesøn var valgt som Norges konge, mens Christian 9. udtrykte sit samtykke til valget. Stortingspræsident Berner overbragte en hilsen og lykønskning fra det norske folk, og udtalte folkets ønsker om at lykkeligt samarbejde. Kong Haakon svarede følgende:
| Citat | Hr. Storthingspræsident, mine Herrer. Den første Hilsen fra Repræsentanterne for det norske Folk, som ved sin enstemmige Storthingsbeslutning den 18. November har valgt mig til sin Konge, har rørt mig dybt. Folket har herved vist mig en Tillid, som jeg forstaar at paaskjønne, og som jeg haaber stadig maa voxe sig stærkere, efterhaanden som det lærer min Hustru og mig at kjende. Som det vil være Dem, mine Herrer, bekjendt, var det paa mit Forlangende, at den netop afsluttede Folkeafstemning fandt Sted. Jeg vilde have Sikkerhed for, at det var et Folk og ikke et Parti, som ønskede mig til Konge, da min Opgave fremfor alt bør være at samle, ikke splitte. Mit Liv vil jeg hellige Norges Vel, og det er min Hustrus og mit inderlige Ønske, at det Folk, der har valgt os, vil enigt samarbeide og stræbe frem imod dette store Maal, og med fuld Fortrøstning kan jeg da som mit Valgsprog tage: ALT FOR NORGE | Citat |
|       | |       |

## Olav 5. og Harald 5.
Ved et statsråd den 21. september 1957 overtog kong Olav 5. tronen og meddelte, at han videreførte det samme valgsprog som sin far. Da Harald 5. overtager tronen efter sin fars død den 17. januar 1991, meddelte han i et statsråd ved midnat samme dag, at også han ville fortsætte valgsproget fra sin far og farfar.

## Brug i og uden for kongehuset
Galleriet nedenfor viser forskellige brug af valgsproget "Alt for Norge". Valgsproget var populært under 2. Verdenskrig, og mindst to illegale modstandsaviser med navnet "Alt for Norge" blev udgivet under krigen.
- Patriotisk postkort ca. 1905 med Haakon VII som ridderkonge i rustning og valgsproget «Alt for Norge».
Foto: Norsk Lystryk- & Reproduktionsanstalt (Kristiania)/Nasjonalbiblioteket
- Postkort fra 1906 med portræt af kong Haakon 7. og valgspoget «Alt for Norge» på en baggrund af de norske fargene. 
Foto: Nasjonalbiblioteket
- Patriotisk postkort fra hundreårsjubilæet for Norges Grundlov 1814-1914, udsmykket med billeder af kongen, dronningen og kronprinsen, Slottet i Oslo og kongens valgsprog.
Kunstner / utgiver / eier: Christian Magnus / C. A. Erichsen (Christiania) / Nasjonalbiblioteket
- Roald Amundsen i «Gjøas» kahyt efter at han havde sejlet gennem Nordvestpassagen i 1906
Foto: Harry Randall/Nasjonalbiblioteket
- Kongens fortjenstmedalje i sølv fra kong Haakon 7.'s tid (tildelt 1939). Medaljen har påskriften «Alt for Norge».
- Strikkede vanter med Haakon 7.'s valgsprog og monogram, samt besættelsesdagen 9. april 1940, som støtte til kongen og en protest mot Nasjonal Samling (NS) og de tyske myndighederne i krigsårene 1940–1945.
Foto: NTBs krigarkiv / Riksarkivet
- Alt for Norge var en illegal NKP-avis under 2. verdenskrig i Norge
- Tyskvenlig propagandaplakat fra 2. verdenskrig viser en bombe med kong Haakon 7.'s monogram over et norsk handelsfartøj og den ironiske titel «Alt for Norge!»
Plakattegning: Harald Damsleth
- Bagsiden på norsk enkronemønt fra 1941 med mottoet og relief af ordenstegnet for Den Kongelige Norske St. Olavs Orden
- 173 nordmænd i den norske flygtningelejr på Öreryd i Jönköpings län i Sverige hyller Kong Haakon hans 70-års fødsesldag 3. august 1942. 
Foto: Riksarkivet

### Andre anvendelser
- 1912: Alt for Norge (film), en norsk stumfilm, der regnes for tabt.
- 1942: Alt for Norge (illegal avis, Bergen), modstandsavis under 2. Verdenskrig, udgivet af NKP.
- 1944–45: Alt for Norge (illegal avis), udgivet af NKP centralt under 2. Verdenskrig.
- 1994: Alt for Norge (sang), en slagsang fra fodboldens verden.
- 2005: Alt for Norge (TV-serie), en dokumentarserie om 100-året for Norge efter unionsopløsningen med Sverige.
- 2010–19: Alt for Norge (reality-TV), norsk-amerikanere dyster om, hvem der kan kalde sig mest "norsk" (en reality-serie kaldet Alt for Danmark med samme format fik præmiere i 2012.

Flere bøger har også haft valgsproget som titel, herunder Yngve Woxholths krigsberetningsbog Alt for Norge, som blev udgivet i 1965. Bøger af Pål Espolin Johnson og Frode Øverlis har også haft valgsproget i titlen på nogle af deres bøger.